# Hammerbrücke (plaats)
Hammerbrücke is een plaats en voormalige gemeente in de Duitse deelstaat Saksen, in het district Vogtlandkreis.
De gemeente is op 1 oktober 2009 opgegaan in de fusiegemeente Muldenhammer.